# Eucynorta malleata
Eucynorta malleata is een hooiwagen uit de familie Cosmetidae.